# Anthidium sublustre
Anthidium sublustre är en biart som beskrevs av Warncke 1982. Anthidium sublustre ingår i släktet ullbin, och familjen buksamlarbin. Inga underarter finns listade i Catalogue of Life.